# هپی ولی، آلاسکا
هپی ولی (به انگلیسی: Happy Valley) شهری در بخش شبه‌جزیره کنای ایالت آلاسکا است که جمعیت آن در سرشماری سال ۲۰۰۰ میلادی ۴۸۹ نفر بوده‌است.